# Nokkenas

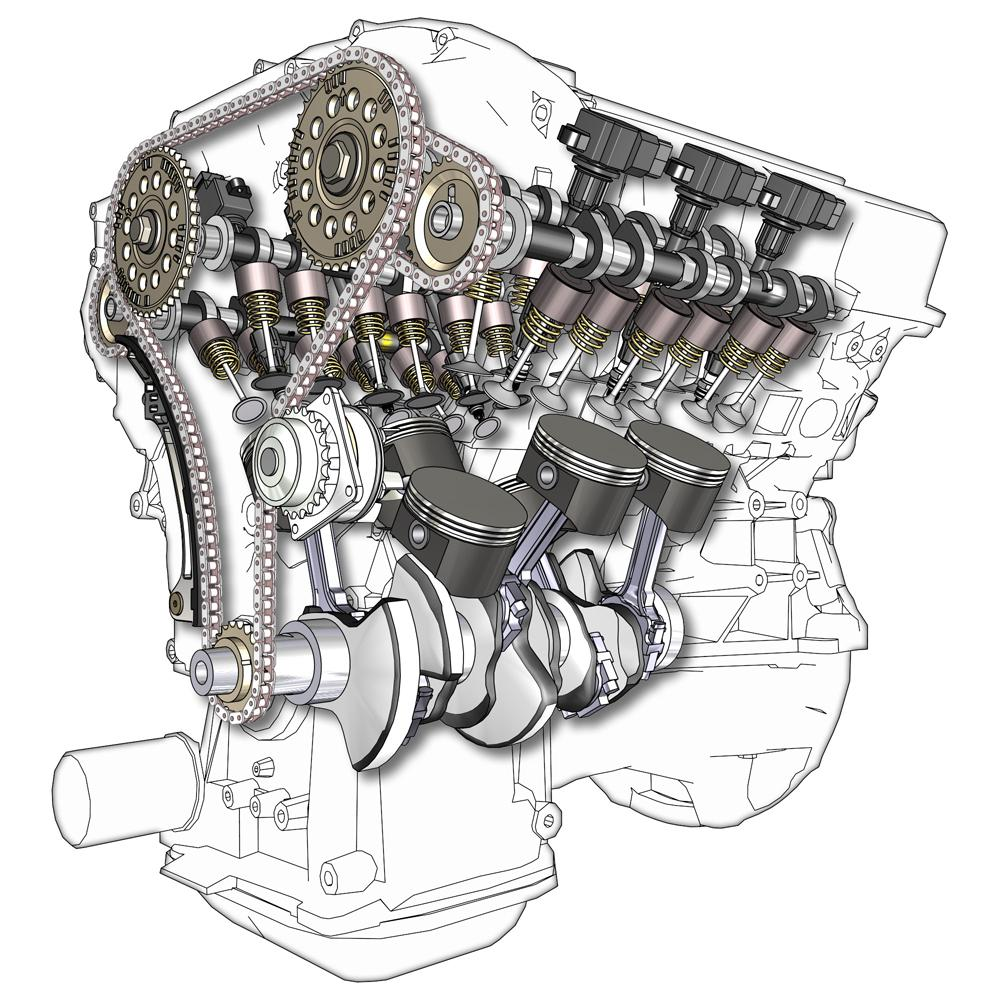
Een zescilinder V-motor met vier bovenliggende nokkenassen, aangedreven door een ketting.

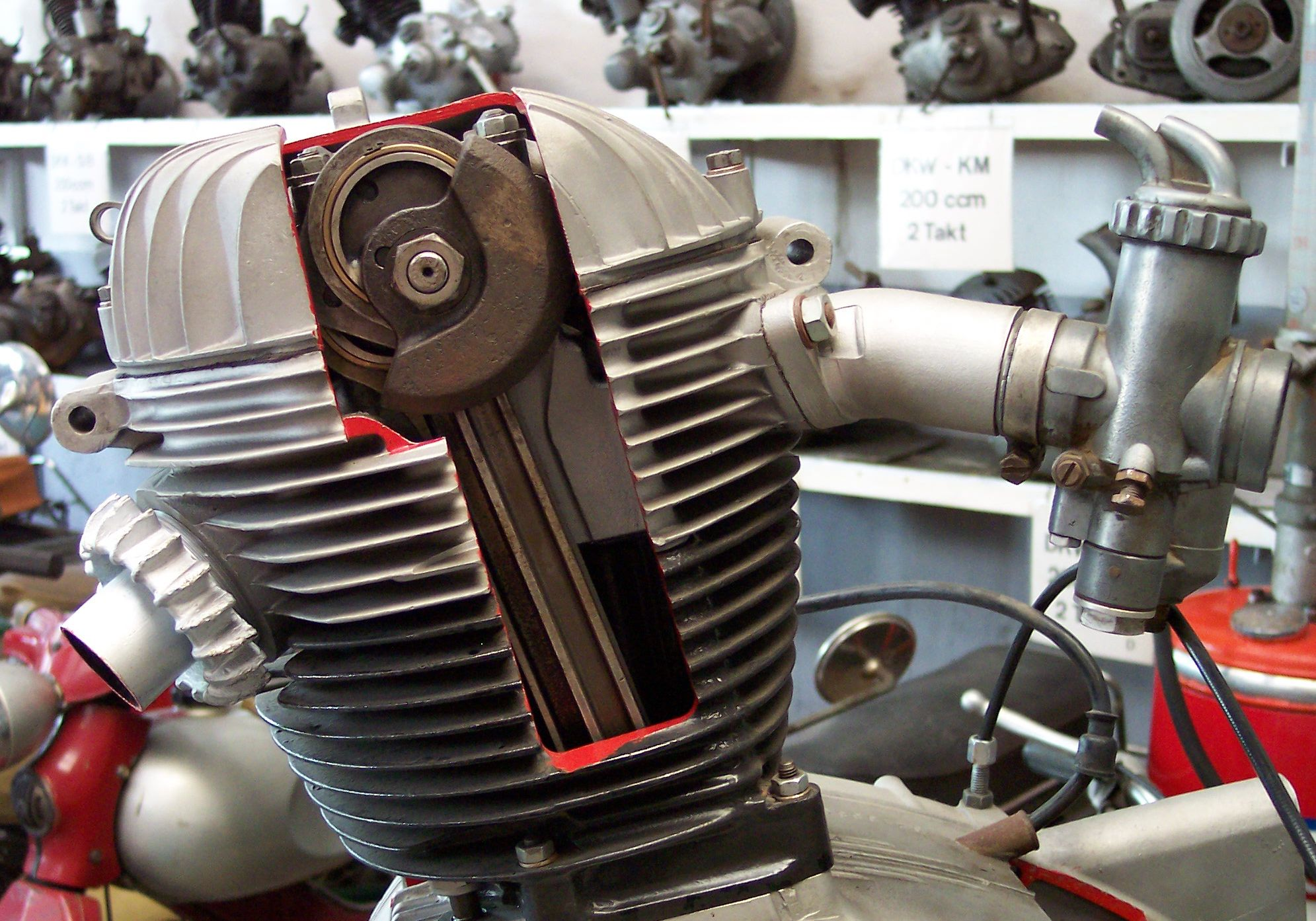
De bijzondere nokkenasaandrijving met excentrische stangen van NSU

Animatie van het principe van een nokkenas

Een nokkenas  is een as voorzien van excentrieken die dienen om de draaiende beweging van de as om te zetten in een op- en neergaande beweging.

## Algemene beschrijving
In de motortechniek wordt een nokkenas toegepast om de kleppen van een verbrandingsmotor te bedienen. Een nokkenas kan zowel bovenliggend als onderliggend zijn. Bij een bovenliggende nokkenas ligt de nokkenas boven in de cilinderkop. Bij een onderliggende nokkenas onder in het motorblok.
Tegenwoordig worden vrijwel uitsluitend bovenliggende nokkenassen toegepast. Bij een onderliggende nokkenas worden de kleppen aangedreven door stoterstangen en tuimelaars. Bij bovenliggende worden de kleppen aangedreven door klepstoters, al dan niet hydraulisch of door tuimelaars. Bij boxermotoren en V-motoren worden meerdere nokkenassen toegepast. Bij motoren worden ook dubbele bovenliggende nokkenassen toepast. Deze motoren hebben dan meestal vier kleppen per cilinder, al komen er soms ook drie kleppen per cilinder voor.
De ruimte die tussen de klepsteel en de tuimelaar of de stoterstang noodzakelijk is, heet klepspeling.

## Aandrijving door de krukas
De aandrijving van de nokkenas door de krukas wordt distributie genoemd. De nokkenas draait bij een viertaktmotor altijd met de halve snelheid van de krukas. De verhouding krukassnelheid : nokkenassnelheid (2 : 1) noemt men de distributieverhouding. De nokkenas kan op haar beurt weer andere componenten aandrijven, zoals de stroomverdeler, de oliepomp, de waterpomp en de brandstofpomp.
Afhankelijk van de plaats van de nokkenas in de motor kan deze aandrijving op verschillende manieren gerealiseerd zijn: 
- via tandwielen op de krukas
- met een distributieriem of ketting naar de krukas
- een koningsas (met twee haakse verbindingen, o.a. Ducati)
- via excentrische stangen (NSU)[1]

Doordat de nokkenas meestal boven in de cilinderkop is geplaatst (bovenliggende nokkenas), kan de klep directer worden aangedreven. Dit kan indirect via een tuimelaar of meer direct, als de nokkenas direct boven de klep is geplaatst. Dit gebeurt altijd via een nokvolger om de horizontale component van de draaiende nokbeweging op te nemen. Hoe directer de klep kan worden aangedreven, hoe meer vermogen er kan worden behaald. Dit komt door de vermindering aan bewegende onderdelen en dus ook verminderde trillingen, wat hogere toerentallen mogelijk maakt.
Als de nokkenas dicht bij de krukas is geplaatst, moet de beweging via nokvolgers en een stoterstang worden overgebracht op de kleppen (onder andere Harley-Davidson en Moto Guzzi).